# 斯普林布魯克鎮區 (明尼蘇達州基特遜縣)
斯普林布魯克鎮區（英語：Spring Brook Township）是位於美國明尼蘇達州基特遜縣的一個行政鎮區，於1884年設立。

## 地方資料
斯普林布魯克鎮區的面積為93.06平方千米，當中陸地面積為92.97平方千米，而水域面積為0.09平方千米。根據2020年美國人口普查的數據，當地共有人口49人，而人口密度為每平方千米0.53人。